# Loch Earn

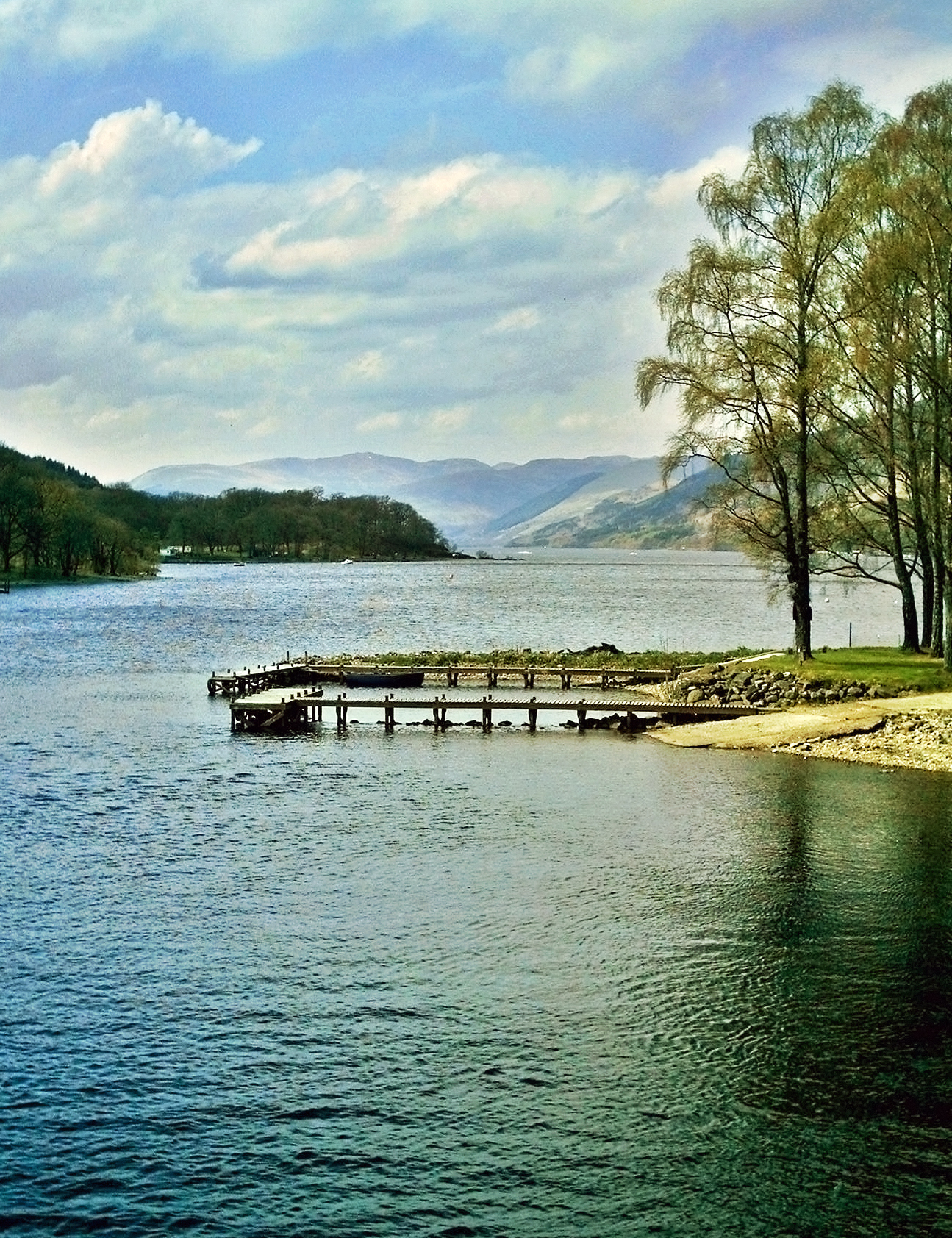
Loch Earn von Westen

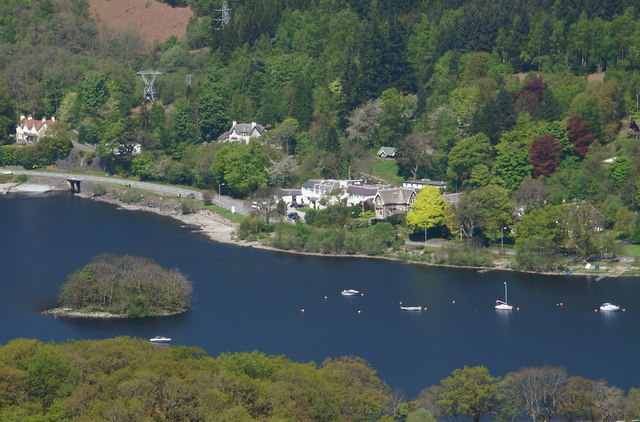
Crannóg

Loch Earn (schottisch-gälisch, Loch Eire oder Loch Éireann) ist ein Süßwassersee in den schottischen Highlands. Er liegt etwa 17 km westlich von Crieff auf der Grenze der Council Areas Perth and Kinross und Stirling am Rande des Loch Lomond and the Trossachs National Park.
Loch Earn hat die typisch langgezogene Form eines in der Eiszeit durch Gletscher entstandenen Sees. Er ist etwa 10,5 km lang, aber nur maximal 1,2 km breit. Die größte Tiefe des Sees beträgt 87 m. Loch Earn ist die Quelle des River Earn, der südwestlich von Perth über den Firth of Tay in die Nordsee mündet. Am Ufer von Loch Earn liegen drei Dörfer: Am westlichen Ende des Sees befindet sich Lochearnhead, im Osten St. Fillans und Ardtrostan. Ziemlich genau in der Mitte des langgestreckten Südufers liegt Ardvorlich House, ein Herrenhaus aus dem 18. Jahrhundert, das von der Familie Stewart of Ardvorlich bewohnt wird. Ebenfalls am Südufer, aber wesentlich weiter westlich, stößt man auf das Edinample Castle, ein mehrfach umgebautes Schloss aus dem späten 16. Jahrhundert, ebenfalls privat bewohnt. Das Nordufer des Sees wird durch die gut ausgebaute A85 erschlossen, wohingegen das Südufer nur über eine einspurige Nebenstraße mit Ausweichstellen zu erreichen ist.
Am Loch Earn treten gezeitenähnliche Schwankungen des Wasserstandes auf. Dieses Phänomen, das den Wasserstand in einem 16-stündigen Rhythmus an jeweils einem Ende des Sees leicht ansteigen lässt, hat nichts mit den durch den Mond verursachten Gezeiten der Meere zu tun, sondern wird durch den fast ständig wehenden Wind verursacht. Die Schwankungen des Wasserstands sind auch wesentlich geringer als beispielsweise an der Nordsee. Dieses Seiche genannte Phänomen kann auch am Gardasee und am Genfersee beobachtet werden.
Vor allem Lochearnhead und Ardtrostan sind Zentren des Wassersports, in denen zahlreiche Wassersportarten von Kanufahren bis zum Wasserskilaufen angeboten werden. Loch Earn ist darüber hinaus auch ein beliebtes Revier für Angler, in dem vor allem See- und Regenbogenforellen gefangen werden können.
Neish Island ist vermutlich ein Crannóg im Loch Earn.